# 이원석 (가수)
이원석(1975년 7월 10일 ~ )은 대한민국의 가수이자 음악 그룹 데이브레이크 멤버이다.

## 이력
1995년 연세대학교 재학 중 그룹 사운드 소나기의 멤버로 MBC 대학가요제에 출전하여 ’엇갈림 속에서’로 은상을 수상하였고 그로부터 2년 뒤 1997년 앨범 'Trust Me'로 가요계에 데뷔하였으며 1998년에는 그룹 '세라(Sera)'의 보컬로 활동하였다. 이후 여러 드라마의 OST에 참여하였고 마야의 ’나를 외치다’ 등을 작곡하면서 작곡가로 활동하다가 2005년 ~ 2007년까지 그룹 브런치로 활동하였고 2007년부터는 그룹 데이브레이크 멤버로 활동하고 있다.

## 학력
- 연세대학교 신학과 학사

## 앨범

### 솔로 음반
- 1997년 : 《Trust Me...》

### 싱글 음반
- 2016년 : 《007코리아 - 봄트랙》

### 컴필 음반
- 1998년 : 《Hot Clip 첫번째 앨범》
- 2008년 : 《DRAMA PARADISE - DANCE》
- 2008년 : 《촛불 2008 - 내마음의 촛불》
- 2008년 : 《명작 가요 101》
- 2009년 : 《Drama Festival - Rock & Soul》
- 2009년 : 《Drama Festival - Rock & Ballad》
- 2009년 : 《Drama Festival - Dancing Queen》
- 2016년 : 《복면가왕 73회》

### OST 음반
- 1999년 : SBS 《카이스트》
- 1999년 : MBC 《국희》
- 2005년 : KBS2 《그녀가 돌아왔다》
- 2006년 : MBC 《늑대》
- 2006년 : SBS 《사랑과 야망》
- 2006년 : SBS 《내 사랑 못난이》
- 2006년 : MBC 《누나》
- 2008년 : SBS 《우리집에 왜왔니》
- 2008년 : MBC 《대한민국 변호사》
- 2012년 : MBC 《아이두 아이두 - Part.3》
- 2012년 : MBC 《아이두 아이두》
- 2015년 : JTBC 《사랑하는 은동아 - Part.2》
- 2015년 : JTBC 《사랑하는 은동아》
- 2016년 : 영화 《좋아해줘》
- 2019년 : SBS 《큐사인》

## TV 프로그램
- 2016년 MBC 《미스터리 음악쇼 복면가왕》 - 뫼비우스의 띠
- 2019년 MBC 《미스터리 음악쇼 복면가왕》 - 98~102대 가왕 어디 한 번 걸리기만 해봐! 걸리버!